# Джелепсько
Джеле́псько (болг. Джелепско) — село в Кирджалійській області Болгарії. Входить до складу общини Момчилград.

## Населення
За даними перепису населення 2011 року у селі проживали 213 осіб, з них 210 осіб (99,1%) — турки.
Розподіл населення за віком у 2011 році:
Динаміка населення: